# Monocentridae
Monocentridae è una famiglia di pesci ossei marini dell'ordine Trachichthyiformes. Alla famiglia appartengono solo quattro specie distribuite in due generi, uno dei quali è monotipico.
I membri di questa famiglia sono noti in italiano come pesci pigna.

## Descrizione
Questi pesci meritano il nome di pesci pigna; i loro corpi arrotondati e compressi sono completamente coperti (con l'eccezione del peduncolo caudale) di scaglie molto grandi e forti che sono irrobustite da creste prominenti. La prima pinna dorsale è composta da 4-7 spine forti e disunite che variano in lunghezza; la seconda pinna dorsale e la pinna anale sono piccole, molli ed arrotondate, situate lontano dalla testa convessa. La pinne ventrali possiedono una spina grande ed erettile che può bloccarsi in posizione. Le pinne pettorali sono un po' allungate e la pinna caudale è tronca.
La colorazione va tipicamente dal giallo all'arancione, le scaglie sono contornate di nero. Gli occhi sono relativamente grandi, e la bocca è obliqua e sub terminale. Su entrambi i lati della mascella inferiore c'è un organo bioluminescente chiamato fotoforo: una luce pallida è prodotta da batteri simbiotici viventi dentro l'organo, e il colore della luce varia col livello e il tipo di luce dell'ambiente; arancione di giorno e blu-verde di notte.
Il pesce ananas, Cleidopus gloriamaris, è la specie più grande, arrivando fino a 30 cm di lunghezza. Apparentemente non c'è dimorfismo sessuale.

## Distribuzione e habitat
La loro distribuzione è limitata alle acque tropicali e subtropicali dell'Indo-Pacifico. 
I pesci pigna vivono nei piani infralitorale e circalitorale tra 30 e 300 m. Il substrato che preferiscono è quello duro con sporgenze e grotte e occasionalmente si trovano nei pressi delle barriere coralline. I giovani frequentano acque meno profonde degli adulti. I pesci pigna sono notturni e sono gregari.

## Biologia
I fotofori hanno un ruolo importante nell'alimentazione, la loro luce attrae lo zooplancton che i pesci mangiano (soprattutto crostacei. Vengono anche utilizzati per la comunicazione tra individui. Poco si conosce della loro biologia riproduttiva, ma si presuppone che abbandonino le uova dopo la deposizione.

## Acquariofilia
I pesci pigna sono popolari soggetti degli acquari pubblici, ma sono costosi e mantenerli è considerati una sfida per gli appassionati.

## Specie
- Genere Cleidopus
  - Cleidopus gloriamaris De Vis, 1882.
- Genere Monocentris
  - Monocentris japonica (Houttuyn, 1782).
  - Monocentris neozelanicus (Powell, 1938).
  - Monocentris reedi Schultz, 1956.